# Vietnámi piszeorrú majom
Az vietnámi piszeorrú majom (Rhinopithecus avunculus) az emlősök (Mammalia) osztályának a főemlősök (Primates) rendjéhez, ezen belül a cerkóffélék (Cercopithecidae) családjához és a karcsúmajomformák (Colobinae) alcsaládjához tartozó faj.

## Előfordulása
Élőhelye Vietnám dzsungelei. Sajnos az élőhelye elvesztése és az orvvadászat fenyegeti, az IUCN vörös listáján a kihalófélben lévő kategóriába tartozik.

## Megjelenése
A vietnámi piszeorrú majom testhossza farokkal együtt 1 méter. Tömege nem több 4-5 kilogrammnál. Színe hófehér. Fogai nagyok, hegyesek. Megharapja még a kifejlett tigrist is, ha nagyon feldühítette és a tigris félhet tőle, ha nagyon mély sebet ejt.

## Életmódja
Nagy csapatokban él.

### Táplálkozása
Szeretik a rovarokat és gyümölcsöket. De a kis halakat és gyíkokat is megfogja. Kitűnően úszik, akár a csuka ivadékokat is megfogja.